# Macskássy Gyula
Macskássy Gyula (Budapest, 1912. február 4. – Budapest, 1971. október 29.) Balázs Béla-díjas magyar rajzfilmrendező. A magyar rajzfilm „atyja”.

## Életpályája
Testvére Macskássy János grafikus, festőművész. Bortnyik Sándornál tanult. Kezdetben reklámgrafikusként dolgozott. 1930-tól Kassowitz Félixszel, Szénásy Györggyel és Halász Jánossal (John Halas) animációs reklámfilmeket is forgatott. 1945–1949 között a Magyar Filmgyártó Rt.-nél (MAFIRT), ill. a Magyar Híradó és Dokumentum Filmgyárban dolgozott. Miután 1950-ben megindult a rajzfilmgyártás, az elsők között készített nagy sikerű filmeket a Pannónia Stúdió rendezőjeként alkotótársával, Várnai Györggyel. Az 1960-as években a népszerű Gusztáv-sorozat egyik megalkotója volt. Rajzfilmjeinek nagy részét maga írta és tervezte. Különleges animációs világáról – A kiskakas kutyakötelessége címen – Féjja Sándor írt tanulmányt.

## Ismertebb filmjei
- A kiskakas gyémánt félkrajcárja (1951, társrendező Fekete Edit)
- Erdei sportverseny (1952)
- Kutyakötelesség (1953, társrendező Fekete Edit)
- A két bors ökröcske (1955)
- Az okos lány (1955)
- Egér és oroszlán (1957)
- Magyar méz (1957)
- A telhetetlen méhecske (1958)
- A ceruza és a radír (1960, társrendező Várnai György)
- Párbaj (1960, társrendező Várnai György)
- Peti-sorozat (1961–1967)
- A számok története (1962)
- Romantikus történet (1964)
- Gusztáv, jó éjszakát (1964)
- Gusztáv, az életmentő (1964)
- Gusztáv sakkozik (1965)
- Gusztáv fellázad (1966)
- Ez nálunk lehetetlen (1965)
- Tíz deka halhatatlanság (1966)
- Kis ember, nagy város (1967)
- Pálcika Péter (1968, társrendező Dargay Attila)
- Uhuka, a kis bagoly (1969)
- Öreg és fiatal (1969)
- Film-miniatűrök (1970)
- Az öngyilkos (1970)
- A rács, kíváncsiság, siker (1970)
- Az öreg (1971)
- Fegyver (1971)
- Szobor (1971)

## Díjai
- Balázs Béla-díj (1961)
- Érdemes művész (1965)